# São José do Povo
São José do Povo este un oraș în Mato Grosso (MT), Brazilia.